# Juno (pel·lícula)
Juno és una comèdia de l'any 2007, produïda als Estats Units, dirigida per Jason Reitman i guanyadora de l'Oscar al millor guió original. Aquesta pel·lícula va confirmar la jove revelació canadenca Elliot Page.

## Argument
Juno MacGuff és una adolescent confrontada a un embaràs imprevist. Amb 16 anys, es troba embarassada del seu company de classe Paulie Bleeker. Amb l'ajuda de la seva millor amiga Leah, Juno marxa a la recerca de pares ideals per criar el futur nen: una parella afortunada vivint als afores, Mark i Vanessa Loring. Feliçment, Juno té el suport total dels seus pares mentre ha de plantar cara a decisions difícils, abraçant el món dels adults, tot descobrint - finalment - on és el seu vertader lloc.
Una pel·lícula lleugera però lluny de ser superficial. Si el tema - una adolescent embarassada busca una parella feliç per adoptar el seu futur nen - pot semblar d'entrada melodramàtica, la tonalitat juga essencialment sobre la diferència.
Diferència generacional primer de tot: Juno és un petit dimoni, totalment conscient de ser-ho, però té una mirada molt distanciada sobre el seu món, la qual cosa la situa més madura que els seus companys d'estudis. Embarassada després de la seva primera experiència sexual, considera un temps l'avortament, després prefereix buscar als petits anuncis una parella que busqui un nen. Ho anuncia de cop als seus pares que, feliçment per a ella, són pacients i amorosos.
Diferència social, quan l'adolescent «bruta» desembarca al món burgès dels adoptants. Lúcida com és, està lluny de ser un trencament moral per a ella confiar-los el seu bebè, conscient que serà més ben educat per ells que per una alumna d'institut de 16 anys.

## Repartiment
- Elliot Page: Juno MacGuff, 16 anys i embarassada[a]
- Michael Cera: Paulie Bleeker, company de Juno i pare del nen
- Jennifer Garner: Vanessa Loring, la dona de la parella adoptant
- Jason Bateman: Mark Loring, l'home de la parella adoptant
- Allison Janney: Bren MacGuff, la mare de Juno
- J. K. Simmons: Mac MacGuff, el pare de Juno
- Olivia Thirlby: Leah, la millor amiga de Juno
- Rainn Wilson: Encarregat de la botiga on la Juno va a comprar
- Lucas MacFadden: el professor de química
- Candice Accola: una tècnica del laboratori
- Daniel Clark: Steve Rendazo
- Steven Christopher Parker i Robyn Ross: les persones del laboratori de química
- Emily Tennant: la filla «fantàstica»
- Valérie Tian: Su Chin Quah

## Música original
La banda sonora de Juno, es va estrenar l'11 de desembre de 2007 i compta amb dinou cançons de Barry Louis Polisar, Belle & Sebastian, Buddy Holly, Cat Power, The Kinks, Mott the Hoople, Sonic Youth i The Velvet Underground. A banda cal destacar les bandes Kimya Dawson, The Moldy Peaches i  Anty Pants. Amb  el segell discogràfic Rhino Entertainment, es va convertir en la banda sonora número u a la pel·lícula Dreamgirls, de la 20th Century Fox i el primer àlbum que assolia aquesta fita des de la banda deTitanic , encapçalant les llistes de música American Billboard 200 en la seva quarta setmana de llançament.

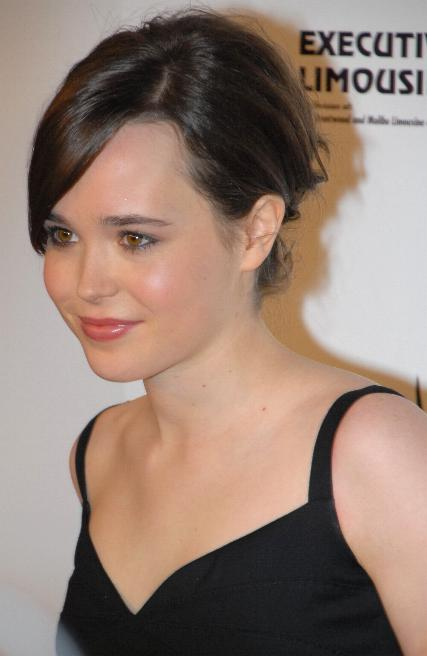
Elliot Page (2007).

1. All I Want Is You, interpretat per Barry Louis Polisar
2. My Rollercoaster, interpretat per Kimya Dawson
3. A Well Respected Man, interpretat per The Kinks
4. Dearest, interpretat per Buddy Holly
5. Up The Spout, interpretat per Mateo Messina
6. Tire Swing, interpretat per Kimya Dawson
7. Piazza, New York Catcher, interpretat per Belle & Sebastian
8. Loose Lips, interpretat per Kimya Dawson
9. Superstar, interpretat per Sonic Youth
10. Sleep (instrumental), interpretat per Kimya Dawson
11. Expectations, interpretat per Belle & Sebastian
12. All The Young Dudes, interpretat per Mott The Hoople
13. So Nice So Smart, interpretat per Kimya Dawson
14. Sea Of Love, interpretat per Cat Power
15. Tree Hugger, interpretat per Kimya Dawson & Antsy Pants
16. I'm Sticking With You, interpretat per The Velvet Underground
17. Anyone Else But You, interpretat per The Moldy Peaches
18. Vampire, interpretat per Antsy Pants
19. Anyone Else But You, interpretat per Michael Cera i Elliot Page[a]

## Guardons

### Premis
- Oscar al millor guió original.[6]
- BAFTA al millor guió original.[7]
- Critic's Choice Awards: millor comèdia i millor guió.[8]
- National Board of Review: millor guió i revelació femenina per Elliot Page[a]
- Satellite Awards: millor pel·lícula, millor guió original, i millor actriu per Elliot Page[a]
- Film Independent's Spirit Awards: millor pel·lícula, millor guió original, i millor actuació femenina per Elliot Page[a]
- Chicago Film Critics Association Awards: millor guió original, i millor actriu per Elliot Page[a] i millor paper masculí per Michael Cera
- Premi del públic al Festival Internacional de Cinema de Saint-Louis.[9]
- Premi del públic, al Festival Internacional de Cinema d'Estocolm.[10]

### Nominacions
- Oscar a la millor pel·lícula
- Oscar a la millor actriu per Elliot Page[a]
- Oscar al millor director per Jason Reitman
- Globus d'Or a la millor pel·lícula dramàtica
- Globus d'Or a la millor actriu dramàtica per Elliot Page[a]
- Globus d'Or al millor guió
- BAFTA a la millor actriu per Elliot Page[a]
- Critic's Choice Awards: millor càsting i millor actriu per Elliot Page[a]
- Film Independent's Spirit Awards: millor director